# Neckera americana
Neckera americana är en bladmossart som beskrevs av Greville 1826. Neckera americana ingår i släktet fjädermossor, och familjen Neckeraceae. Inga underarter finns listade i Catalogue of Life.